# Rayons chimiques
Les rayons chimiques sont l'ancienne appellation du rayonnement ultraviolet.
Prenant connaissance de la découverte des rayons calorifiques par William Herschel en 1800, Johann Wilhelm Ritter décide d'investiguer l'autre extrémité du spectre. Il constate en 1801 que le chlorure d'argent, substance connue pour noircir en présence de lumière d'autant plus fortement que l'on se rapproche du bleu, continue de noircir au-delà du spectre visible, ce qui marque l'existence de rayonnement au-delà du bleu. Du fait de leur interaction avec le chlorure d'argent et par analogie avec les rayons calorifiques, ces rayons sont qualifiés de « rayons chimiques ».
En dépit de l'hypothèse suggérée 15 ans plus tôt, soit bien avant leur découverte, par John Elliot, selon laquelle ils seraient de même nature que la lumière, et de la démonstration en 1804, par Thomas Young, à partir de leur diffraction, que les rayons chimiques se comportent comme la lumière visible, ce qui plaide en faveur de l'unité, il faudra attendre plusieurs décennies pour que les « rayons chimiques » soient unanimement considérés comme une composante intrinsèque du rayonnement lumineux, notamment grâce aux expériences de Macedonio Melloni et d'Alexandre-Edmond Becquerel en 1842.